# Запорізьке музичне училище імені Платона Майбороди
Запорíзький фаховий музичний коледж íмені Платóна Мáйбороди — заклад фахової передвищої мистецької освіти у Запоріжжі.

## Історія
Запорізький фаховий музичний коледж імені П.І.Майбороди (раніше - Запорізьке музичне училище) є одним з найстаріших навчальних закладів культури України. З 1989 року носить ім'я відомого українського композитора, народного артиста СРСР П. І. Майбороди.
У 1926 році у Запоріжжі було відкрито музпрофшколу, яку пізніше, 1 жовтня 1930 року рішенням Народного комісаріату освіти УРСР було реорганізовано у музичний технікум, у якому навчалось 80 учнів. Музичний технікум був розташований у самому центрі Запоріжжя по вулиці Рози Люксембург, яка зараз має назву вулиця Олександрівська.
Під час німецько-радянської війни заклад не функціонував. Друга світова війна припинила діяльність навчального закладу на 20 років. Музичне училище було відроджено тільки 1 вересня 1958 року, на Правому березі Дніпра. Тоді його очолив талановитий організатор та музикант М. Р. Тищенко.
У 1967 році навчальний заклад знову повернувся у центр міста, отримавши у подарунок нове чотирьохповерхове приміщення, з чудовими аудиторіями, великим концертним залом, бібліотекою.
За більш ніж 80-річний період існування училища його закінчило понад 4000 музикантів. Випускники ЗДМУ складають основу академічного симфонічного оркестру у Запорізької обласної філармонії, музично-драматичного театру та академічного театру молоді, працюють у дитячих музичних школах міста та області. Імена багатьох висококваліфікованіх фахівців стали відомі не тільки в Україні, але й за її межами. Серед них провідні викладачі, композитори, виконавці, керівники творчих колективів:
- Голова Донецької спілки композиторів України, професор Донецької музичної академії ім. С. С. Прокоф'єва Мамонов С. О.;
- Заслужений діяч мистецтв України Боєва Н. І.;
- Заслужений артист України, професор національної музичної академії ім. П. Чайковського Ільїн А. В.;
- Доктор педагогічних наук Біла Н. О.;
- Лауреат міжнародних конкурсів акордеоніст Завадський І. В.;
- Лауреат трьох міжнародних конкурсів вокалістів Репчинський О. С.;
- Заслужений діяч мистецтв Росії, професор Краснодарського інституту мистецтв Літвін В. І.;
- Керівник Російського ансамблю «Золоте кільце» Костюк О. Г.;
- український громадський активіст, народний депутат України VIII скликання Ігор Артюшенко;
- композитор Ілля Разумейко, Лауреат Шевченківської премії
- Заслужений артист України, соліст Запорізької обласної філармонії О. М. Безсалий.

У 1960—1980-х роках працювали викладачі:
- «Спецфортепіано» — Л. Г. Цимко, Т. О. Виноградча, Л. С.Пухиря, А. І. Карпуль; Л. Г. Кантур, Л. Б. Лазарова;
- «Оркестрові струнні інструменти» — засл. прац. культури УРСР М. Р. Тищенко, В. М. Панфіло, І. С. Дасковський, І. І. Баусов, В. С. Кривенко;
- «Духові та ударні інструменти» — Е. Е. Гасс, К. П. Алєфіренко, Ю. І. Агафонов;
- «Народні інструменти» — засл.діяч мистецтв України В. М. Овод, В. А. Третяк, засл.прац.культури УРСР А. Ф. Крюков, засл.прац.культури УРСР В. К. Дяченко, засл.прац.культури УРСР В. Л. Соломаха; В. Л. Тодика;
- «Академічний спів» — засл. арт. України Е. О. Журб, О. С. Дудник, І. П. Назарець;
- «Теорія музики» — член Спілки композиторів СРСР О. І. Носик, В. І. Шеїн;
- «Музична література» — Є. К. Загорська, І. Р. Фадєєва;
- «Хорове диригування» — засл. прац. культури УРСР М. Д. Кисіль, Г. А. Тодика; Е. М. Михальова, Л. О. Третяк.
- «Соціально-економічни та гуманітарні дисципліни» — С. Л. Нікітська, В. А. Сергеєва, Л. М. Силенко.

З 2003 по 2024 рік колективом училища керував заслужений працівник культури України С. О. Пелюк — баяніст–виконавець, ініціатор та організатор Міжнародних, Всеукраїнських конкурсів.
24 січня 2017 року, після капітального ремонту, у Запорізькому музичному училищі ім. П. Майбороди Запорізької обласної ради було відкрито велику концертну залу на 445 місць.
У 2020 році Запорізьке музичне училище ім.П.Майбороди перейменовано у комунальний заклад "Запорізький фаховий музичний коледж ім.П.І.Майбороди" Запорізької обласної ради.

## Навчання
В навчальному корпусі Запорізького музичного училища ім. П. І. Майбороди знаходяться лекційні аудиторії, навчальні кабінети, класи, великий зал на 600 місць, малий зал та конференц-зал. Училище має найкращий в області музичний та методичний фонд бібліотеки, оновлений спортивний зал, комп'ютерний клас, фонотека, які відповідають профілю підготовки файхових молодших бакалаврів на сучасному рівні. Аудиторії та концертні зали обладнані музичними інструментами та високоякісною апаратурою для трансляції і відеопоказу музичних програм.

## Спеціальності
- Фортепіано
- оркестрові струнні інструменти
- оркестрові духові та ударні інструменти
- народні інструменти
- академічний спів
- хорове диригування
- теорія музики.